# 1991–1992-es magyar női vízilabda-bajnokság
Az 1991–1992-es magyar női vízilabda-bajnokság a kilencedik magyar női vízilabda-bajnokság volt. A bajnokságban nyolc csapat indult el, a csapatok egy kört játszottak, majd az 1-4. és az 5-8. helyezettek egymás közt még három kört. A BVSC második csapata az első, teljes körben még nem vett részt. Az alapszakasz után az 1-4. helyezettek play-off rendszerben játszottak a bajnoki címért.

## Alapszakasz
| #  | Csapat                  | M  | Gy | D | V  | G+  | G-  | P  |
| -- | ----------------------- | -- | -- | - | -- | --- | --- | -- |
| 1. | BVSC-Miriad             | 15 | 15 | 0 | 0  | 209 | 93  | 30 |
| 2. | Szentesi SC             | 15 | 10 | 0 | 5  | 163 | 110 | 20 |
| 3. | OSC                     | 15 | 6  | 1 | 8  | 150 | 123 | 13 |
| 4. | Vasas SC                | 15 | 4  | 1 | 10 | 128 | 159 | 9  |
|    |                         |    |    |   |    |     |     |    |
| 5. | Eger SE                 | 15 | 9  | 0 | 6  | 153 | 126 | 18 |
| 6. | BVSC-Miriad II.         | 9  | 6  | 0 | 3  | 86  | 50  | 12 |
| 7. | Dunaújvárosi Vízmű      | 15 | 4  | 1 | 10 | 67  | 200 | 9  |
| 8. | Szolnoki Vízügy-RC Cola | 15 | 1  | 1 | 13 | 81  | 176 | 3  |

* M: Mérkőzés Gy: Győzelem D: Döntetlen V: Vereség G+: Dobott gól G-: Kapott gól P: Pont

## Rájátszás
Elődöntő: BVSC-Miriad–Vasas SC 17–4, 12–7 és Szentesi SC–OSC 11–7, 8–11, 9–6
Döntő: BVSC-Miriad–Szentesi SC 8–5, 5–12, 5–11
3. helyért: OSC–Vasas SC 12–11, 6–7, 8–7
A bajnok Szentes játékoskerete: Debreceni Beáta, Erdőházi Anna, Horváth Orsolya, Huff Zsuzsanna, Kádár Noémi, Orosz Edit, Pengő Andrea, Rónaszéki Ildikó, Sípos Anett, Sipos Edit, Sipos Ivett, Szamosi Csilla, Tóth Gabriella, Tóth Noémi, Végh Judit, Vincze Edit, vezetőedző: Tóth Gyula